# Antonio Sánchez (Leichtathlet)
Antonio Sánchez (eigentlich: Antonio Sánchez Muñoz; * 22. September 1963 in Béjar, Provinz Salamanca) ist ein ehemaliger spanischer Leichtathlet, der sich auf den 400-Meter-Lauf spezialisiert hatte.
Sein größter internationaler Erfolg war der Gewinn der Goldmedaille bei den Mittelmeerspielen 1987 in Lakatia. Bei den Leichtathletik-Europameisterschaften 1986 in Stuttgart wurde er in persönlicher Bestzeit von 45,41 s Sechster über 400 m und bei den Leichtathletik-Europameisterschaften 1990 in Split belegte er in der 4-mal-400-Meter-Staffel ebenfalls den sechsten Platz. Außerdem nahm er zwischen 1984 und 1992 an drei Olympischen Sommerspielen und zwei Leichtathletik-Weltmeisterschaften teil, ohne jedoch ein Finale zu erreichen.
Sánchez wurde darüber hinaus achtmal Spanischer Meister im 200-Meter-Lauf, davon jeweils viermal im Freien und in der Halle. Einmal gewann er den nationalen Meistertitel über 400 m in der Halle. Antonio Sánchez ist 1,81 m und hatte ein Wettkampfgewicht von 72 kg.

## Bestleistungen
- 200 m: 20,67 s, 21. Juni 1984, Madrid
- 400 m: 45,41 s, 29. August 1986, Stuttgart